# Challenger Lugano 2001
Il Challenger Lugano 2001 è stata la terza edizione di un torneo di tennis facente parte della categoria ATP Challenger Series nell'ambito dell'ATP Challenger Series 2001. Il torneo si è giocato a Lugano in Svizzera dal 18 al 24 giugno 2001 su campi in terra rossa.

## Vincitori

### Singolare
Jiří Vaněk ha battuto in finale  Juan Antonio Marín con il punteggio di 6–2, 6–3

### Doppio
Steven Randjelovic /  Attila Sávolt hanno battuto in finale  Bobbie Altelaar /  Shaun Rudman con il punteggio di 6–2, 7–6(4)